# Alyxia buxifolia
Alyxia buxifolia är en oleanderväxtart som beskrevs av Robert Brown. Alyxia buxifolia ingår i släktet Alyxia och familjen oleanderväxter. Inga underarter finns listade i Catalogue of Life.